# Windy Boats
Windy Boats AS är en norsk motorbåtstillverkare som grundades 1966 av Hugo Vold. De första modellerna ritades av Jan Herman Linge.
Verksamheten sysselsätter ca 100 personer och produktionen omfattar motorbåtar i storleken 26 till 53 fot.
Windy har bland annat producerat: 
- 1960-talet
  - Windy 24 cabincruiser
  - Windy 22 daycruiser
  - Windy 24 daycruiser
- 1970-talet
  - Windy 20 snipa
  - Windy 30 daycruiser
  - Windy 27 cabincruiser
  - Windy 22 halfcabin
  - Windy 27 daycruiser
  - Windy 22 fun cab
  - Windy 24 halfcabin
  - Windy 24 midcab
  - Windy junior
- 1980-talet
  - Windy 25 fun cab
  - Windy 26 snipa
  - Windy 23 fun cab
  - Windy 22 sport
  - Windy 8600 mid cab
  - Windy 9800/9900
  - Windy 7500
  - Windy 7800, Windy 8000
  - Windy 8800,
- 1990-talet
  - Windy 9000
  - Windy 11600/38
  - Windy 5900 fisherman
  - Draco 1900 suntop
  - Draco 27 sterling
  - Draco 2200 topaz
  - Draco 2500 crystal
  - Draco 3400 zircon
  - Windy 33 mistral
  - Windy 31 scirocco
  - Windy 32 scirocco
  - Windy 36 grand mistral
  - Windy 37 grand mistral
  - Windy 41 typhoon
  - Windy 43 typhoon
  - Windy 31 tornado
  - Windy 33 hardtop
  - Windy 37 hardtop
  - Windy 40 bora
  - Windy 35 mistral
  - Windy 35 hardtop
  - Windy 28 ghibli
  - Windy 25 mirage
  - Windy 845 oceancraft
- 2000-talet
  - Windy 43 typhoon
  - Windy 34 khamsin
  - Windy 35 khamsin
  - Windy 44 Chinook
  - Windy 48 Triton
  - Windy 52 Xanthos
  - Windy 53 Balios
  - Windy 58 Zephyros (2008).